# Diplazium kawakamii
Diplazium kawakamii är en majbräkenväxtart som beskrevs av Bunzo Hayata.
Diplazium kawakamii ingår i släktet Diplazium och familjen Athyriaceae. Utöver nominatformen finns också underarten Diplazium kawakamii subglabratum.